# Élections sénatoriales de 2008 dans l'Aude
Les élections sénatoriales dans l'Aude ont eu lieu le dimanche 21 septembre 2008. Elles ont eu pour but d'élire les sénateurs représentant le département au Sénat pour un mandat de six années.

## Contexte départemental
Lors des élections sénatoriales du 27 septembre 1998 dans l'Aude, deux sénateurs PS ont été élus, Raymond Courrière et Roland Courteau.
Depuis, tous les effectifs du collège électoral des grands électeurs ont été renouvelés, avec les élections législatives françaises de 2007, les élections régionales françaises de 2004, les élections cantonales de 2004 et 2008 et les élections municipales françaises de 2008.

## Rappel des résultats de 1998
|                | Roland Courteau          | PS             | 655 | 68,09  |  |  |
|                | Raymond Courrière        | PS             | 627 | 65,18  |  |  |
|                | Marc Joncker             | RPR            | 217 | 22,56  |  |  |
|                | Christian de Marion-Gaja | UDF            | 158 | 16,42  |  |  |
|                | Gilbert Combes           | PCF            | 92  | 9,56   |  |  |
|                | Serge Lépine             | PCF            | 89  | 9,25   |  |  |
|                | Jean-Pierre Cordier      | FN             | 17  | 1,77   |  |  |
|                | Jean-Pierre Nadal        | FN             | 14  | 1,46   |  |  |
|                |                          |                |     |        |  |  |
| Inscrits       | Inscrits                 | Inscrits       | 988 | 100,00 |  |  |
| Abstentions    | Abstentions              | Abstentions    | 16  | 1,62   |  |  |
| Votants        | Votants                  | Votants        | 972 | 98,38  |  |  |
| Blancs et nuls | Blancs et nuls           | Blancs et nuls | 10  | 1,03   |  |  |
| Exprimés       | Exprimés                 | Exprimés       | 962 | 98,97  |  |  |

## Sénateurs sortants
| Sénateur | Sénateur        | Parti | Fonctions lors de l'élection en 1998            |
| -------- | --------------- | ----- | ----------------------------------------------- |
|          | Roland Courteau | PS    | Sénateur sortant, conseiller général            |
|          | Marcel Rainaud  | PS    | Président du conseil général, maire de Talairan |

## Présentation des candidats et des suppléants
Les nouveaux représentants sont élus pour une législature de 6 ans au suffrage universel indirect par les 1063 grands électeurs du département. Dans l'Aude, les sénateurs sont élus au scrutin majoritaire à deux tours. Leur nombre reste inchangé, 2 sénateurs sont à élire. Ils sont 10 candidats dans le département, chacun avec un suppléant.
| T/S | Candidats | Candidats             | Parti | Principale fonction              |
| --- | --------- | --------------------- | ----- | -------------------------------- |
| T   |           | Jeannine Garino       | PCF   |                                  |
| S   |           | Julien Boutet         | PCF   |                                  |
| T   |           | Serge Lépine          | PCF   |                                  |
| S   |           | Solange Izard         | PCF   |                                  |
| T   |           | Christophe Bonnaud    | Verts |                                  |
| S   |           | Claude-Marie Dulau    | Verts |                                  |
| T   |           | Christine Sthémer     | Verts |                                  |
| S   |           | Gilles Entajan        | Verts |                                  |
| T   |           | Roland Courteau       | PS    | Sénateur sortant                 |
| S   |           | Christiane Tibie      | PS    |                                  |
| T   |           | Marcel Rainaud        | PS    | Sénateur sortant                 |
| S   |           | Gisèle Jourda         | PS    | Conseillère municipale de Trèbes |
| T   |           | Emmanuel Bresson      | UMP   |                                  |
| S   |           | Marie-Josée Bayssette | UMP   |                                  |
| T   |           | Christian Théron      | UMP   |                                  |
| S   |           | Sandrine Laffitte     | UMP   |                                  |
| T   |           | Robert Morio          | FN    |                                  |
| S   |           | Jean Andure           | FN    |                                  |
| T   |           | Jean-Pierre Nadal     | FN    |                                  |
| S   |           | Laurence Funes        | FN    |                                  |

## Résultats
|                | Roland Courteau    | PS             | 793   | 76,84  |  |  |
|                | Marcel Rainaud     | PS             | 787   | 76,26  |  |  |
|                | Emmanuel Bresson   | UMP            | 154   | 14,92  |  |  |
|                | Christian Théron   | UMP            | 149   | 14,44  |  |  |
|                | Serge Lépine       | PCF            | 63    | 6,10   |  |  |
|                | Jeannine Garino    | PCF            | 62    | 6,01   |  |  |
|                | Christophe Bonnaud | Verts          | 15    | 1,45   |  |  |
|                | Christine Sthémer  | Verts          | 15    | 1,45   |  |  |
|                | Jean-Pierre Nadal  | FN             | 7     | 0,68   |  |  |
|                | Robert Morio       | FN             | 6     | 0,58   |  |  |
|                |                    |                |       |        |  |  |
| Inscrits       | Inscrits           | Inscrits       | 1 063 | 100,00 |  |  |
| Abstentions    | Abstentions        | Abstentions    | 17    | 1,60   |  |  |
| Votants        | Votants            | Votants        | 1 046 | 98,40  |  |  |
| Blancs et nuls | Blancs et nuls     | Blancs et nuls | 14    | 1,34   |  |  |
| Exprimés       | Exprimés           | Exprimés       | 1 032 | 98,66  |  |  |